# 居爾居·哈頓

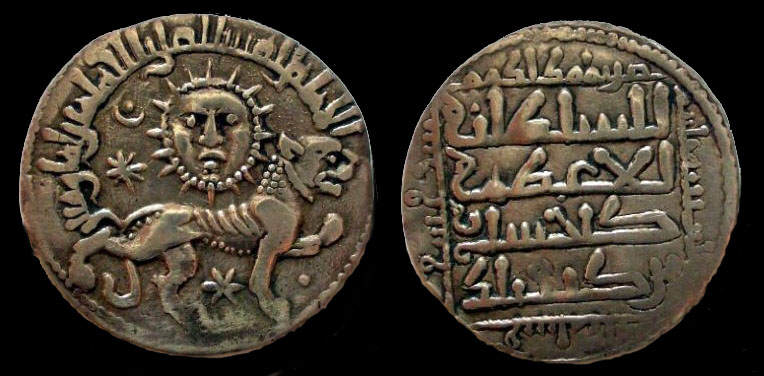
凱霍斯魯二世的迪拉姆銀幣，在1240年至1241年於錫瓦斯鑄造。太陽被認為是代表居爾居·哈頓，狮子則代表蘇丹凱霍斯魯二世。

居爾居·哈頓（格魯吉亞語：გურჯი-ხათუნი，英語：Gürcü Hatun）是格魯吉亞的公主、魯姆蘇丹國蘇丹凱霍斯魯二世的愛妻。凱霍斯魯二世在1246年逝世後，她改嫁安那托利亞的鐵腕人物佩瓦內·穆爾因丁·蘇萊曼。哈頓是凱庫巴德二世的母親，是詩人魯米的贊助者。她的名號「居爾居·哈頓」解作「格魯吉亞女士」，受洗的名字是塔瑪（Tamar）。
居爾居·哈頓格魯吉亞皇后魯蘇丹（Rusudan）及塞爾柱蘇丹圖魯爾二世（Tugrul II）的兒子蒙希斯丁的女兒。魯蘇丹為與塞爾柱帝國保持良好關係，將女兒許配給凱霍斯魯二世。
哈頓原本是基督徒，後來改信伊斯蘭教。有說塞爾柱硬幣上的太陽象徵居爾居·哈頓，獅子則代表蘇丹凱霍斯魯二世。獅子與太陽這象徵後來在伊斯蘭世界廣泛流行（其本源可追溯至更早）。凱霍斯魯二世在1246年逝世，政權落入佩瓦內·穆爾因·丁·蘇萊曼手裡，他迎娶了哈頓。
哈頓以贊助藝術科學而聞名，與著名蘇非主義詩人魯米交好。她贊助了魯米陵墓的興建，陵墓位於科尼亞。

## 外部連結
- （英文）居爾居·哈頓族譜 （页面存档备份，存于）